# Жуков, Александр Иванович (лётчик)
Жу́ков Алекса́ндр Ива́нович (16 апреля 1895 — 16 марта 1980) — лётчик-испытатель 1-го класса, капитан.

## Биография
Родился 16 апреля 1895 года в Москве. Работал учеником на механическом заводе. С 1911 года работал мотористом на Московском аэродроме — Ходынском поле, в Частной авиационной школе М. Ф. Кампо-Сципио. С 1914 года механик Московской лётной школы. В Российской армии с 1915 в звании унтер-офицера. Самостоятельно научился летать, в 1918 ему было присвоено звание лётчика.
В 1918—1924 летчик-инструктор Московской авиационной школы высшего пилотажа, Центральный аэродром, он же — Ходынское Поле, где в числе прочих обучал красных военных лётчиков (красвоенлётов). В 1924—1953 гг. на испытательной работе. Начальник первой в СССР лётной школы при Государственном авиационном заводе № 1 (ГАЗ № 1) имени Авиахима. Всего обучил лично около 350 лётчиков. Среди его учеников: В. П. Чкалов, М. М. Громов, М. А. Нюхтиков, Ю. А. Антипов и др. Выполнил облёт 2500 серийных самолётов, выпущенных заводом № 1. Провёл заводские испытания 40 типов самолётов, в том числе первого советского истребителя И-1, испытания на штопор многих самолётов ОКБ Н. Н. Поликарпова и А. И. Микояна.
Участник Второй мировой войны: в июле-сентябре 1941 — лётчик 1-й отдельной истребительной авиационной эскадрильи, в группировке Противо-воздушной обороны города Москвы.
Всего за период своей деятельности:
- поднял в небо и провел испытания опытных самолетов: И-2, ПМ-1 (П-2), Э-2, И-190
- испытывал серийные: Р-1, И-1, И-2, И-2 бис, И-3, И-4, Р-5, И-5, И-7, И-15, И-15 бис, Р-Z, И-153, Як-4, МиГ-1, МиГ-3.

С апреля 1942 по 1945 — на летно-испытательной работе в Опытном конструкторском бюро Артема Микояна, позже — (ОКБ-155).
Поднял в небо и провел испытания:
- 6.01.1941 — истребителя МиГ-1 с двигателем АМ-37,
- 11.06.1941 — ДИС (Т),
- 26.12.1942 — истребителя И-220 (2А),
- 13.08.1945 — МиГ-8 «Утка».

Жил в Москве, в последние годы в собственном деревянном доме по адресу ул. Усиевича 1а. Умер 16 марта 1980 года. Похоронен в Москве, на Ваганьковском кладбище.
Награждён орденами: Ленина, Отечественной войны 1-й степени, Красной Звезды, а также медалями СССР.